# Roman von Janta-Polczynski
Roman Stanislas Theodor von Polczynski-Janta polnisch: Roman Teodor Stanisław Janta-Połczyński, (* 27. März 1849 in Groß Komorze; † 30. September 1916 in Zoppot) war Rittergutsbesitzer und Mitglied des Deutschen Reichstags.

## Leben
Janta-Polczynski besuchte das Realgymnasium in Posen von 1859 bis 1868. In den Jahren 1868 bis 1870 betrieb er musikalische Studien (Theorie und Komposition). Ab 1870 war er praktischer Landwirt und ab 1873 Leiter seiner Wirtschaften in Posen und 1883 in Westpreußen. Er unternahm Reisen in Deutschland, Österreich, Polen und Italien, von wo er mehreres über Kunst und Musik schrieb. Weiter verfasste er Klavier- und Lieder-Kompositionen mit polnischem Text, die sich einiger Popularität erfreuen. Ferner war er Leiter der polnischen landwirtschaftlichen Bauernvereine im Kreise Wongrowitz.
Von 1890 bis 1912 war er Mitglied des Deutschen Reichstags für den Reichstagswahlkreis Regierungsbezirk Danzig 4 (Neustadt (Westpr.), Putzig, Karthaus) und der Polnischen Fraktion.